# محمد عبد الله صالح ناصر العناني
محمد عبد الله صالح ناصر العناني هو سياسي يمني، تولى منصب  وزير الكهرباء والطاقة ‏ في حكومة معين الصبري منذ 27 نوفمبر 2018.
| المناصب السياسية          | المناصب السياسية                        | المناصب السياسية |
| ------------------------- | --------------------------------------- | ---------------- |
| سبقه عبد الله محسن الأكوع | وزير الكهرباء والطاقة ‏ 27 نوفمبر 2018 - | تبعه             |